# Dąb szypułkowy w Warszawie (ul. Zakopiańska 28)
Dąb  szypułkowy (Quercus robur) – dąb rosnący w Warszawie, w dzielnicy Praga-Południe,  przy ul. Zakopiańskiej 28. Jeden z ośmiu pomników przyrody na szlaku przyrodniczym po Saskiej Kępie.

## Opis
Jest to pierwszy zarejestrowany po II wojnie światowej pomnik przyrody na Saskiej Kępie i czwarty w Warszawie. W 1962 został zatwierdzony decyzją Kierownika Rolnictwa i Leśnictwa Rady Narodowej. Pomnik przyrody został zarejestrowany w rejestrze miasta stołecznego Warszawy z numerem 4. Znajduje się w głębi prywatnej posesji, blisko ogrodzenia działki. 
Dąb ma 30 metrów wysokości i 449 cm obwodu.
Drzewo można oglądać od ulicy Zakopiańskiej, widoczne jest też od strony ulicy Radziłowskiej.